# Brainspotting
Brainspotting (skr. BSP) – eksperymentalna metoda terapeutyczna leczenia traumy, której założenia sformułował David Grand w 2003. Przez część zwolenników metoda uważana jest za siostrzaną wobec posiadającego empiryczne potwierdzenie EMDR (ang. Eye Movement Desenstization and Reprocesing), a także metod hipnoterapeutycznych. Podejście zakłada, że pole widzenia i pozycja oczu może korelować z wewnętrznymi doświadczeniami nerwowymi i emocjonalnymi.

## Charakterystyka

### Historia
Metoda powstała w wyniku pracy Granda z 16-letnią łyżwiarką, z którą odbywał sesje terapii EMDR, starając się leczyć ją z problemów w wydajnością o charakterze dysocjacyjnym.

### Opis
Metoda jest formą podejścia psychoterapeutycznego, mającego na celu poradzenie sobie przez pacjenta z urazami psychicznymi i ich skutkami (zespół stresu pourazowego, dysregulacja emocjonalna, zaburzenia lękowe oraz depresyjne). U podstaw działania terapeutycznego leży wiedza neuronaukowa, a działalność odbywa się w oparciu o uważność i pracę z ciałem. Wykorzystuje się odruch orientacyjny, a także pozycje oczu do zlokalizowania, zidentyfikowania, przepracowania i uwolnienia śladów pamięciowych trudnych, nieprzyjemnych lub traumatycznych doświadczeń, najczęściej ulokowanych poza świadomością. Terapeuta szuka pozycji oczu, doprowadzającej do źródeł traumy, znajdujących się w głębokich (podkorowych) częściach mózgu. W ramach metody przyjmuje się, że poprzez siatkówkę oka istnieje dostęp do śródmózgowia, a kierunek patrzenia pacjenta wpływa na jego samopoczucie.
Sesja prowadzona jest w taki sposób, by terapeuta odnalazł odpowiednią pozycję oka pacjenta (ang. brainspot), co ma spowodować reakcję psychofizyczną na traumatyczne wspomnienie. Podczas badania odtwarzana jest przez słuchawki muzyka bilateralna. W części przypadków interwencja psychoterapeutyczna ogranicza się do skupienia uwagi pacjenta na jego ciele (według Granda jest to związek relacyjny pomiędzy mózgiem i ciałem). Na potrzeby terapii jej twórca wymyślił tzw. ramę podwójnego dostrojenia (relacyjnego i neurobiologicznego). Pacjent jest prowokowany do bezkrytycznej obserwacji sekwencyjnego procesu wewnętrznego (afekt, pamięć, poznanie, a głównie odczucia płynące z cielesności).

### Badania kliniczne
Metoda była badana na niewielkich grupach pacjentów, i często bez grup kontrolnych:
- w 2017 (Hildebrand, Grand i Stemmler) – znaczna redukcja objawów w próbie 76 osób,
- w 2022 (d'Antoni, Matiz, Fabbro i Crescenti) – korzystny wpływ na psychikę i samopoczucie w próbie 40 osób,
- w 2022 (Palsimon) – brak lub złagodzenie objawów w próbie 14 filipińskich kobiet z PTSD,
- w 2022 (Ningrum) – skuteczność w leczeniu napadów złości u małych dzieci[2].